# Pont sur la Lauquette (Mas-des-Cours)
Le pont sur la Lauquette est un pont situé à Mas-des-Cours, en France.

## Localisation
Le pont est situé sur la commune de Mas-des-Cours, dans le département français de l'Aude.

## Historique
L'édifice est inscrit au titre des monuments historiques en 1948.